# Großer Preis von Großbritannien 2023
Der Große Preis von Großbritannien 2023 (offiziell Formula 1 Aramco British Grand Prix 2023) fand am 9. Juli auf dem Silverstone Circuit in Silverstone statt und war das zehnte Rennen der Formel-1-Weltmeisterschaft 2023. 

## Bericht

### Hintergründe
Nach dem Großen Preis von Österreich führte Max Verstappen in der Fahrerwertung mit 81 Punkten vor Sergio Pérez und mit 98 Punkten vor Fernando Alonso. In der Konstrukteurswertung führte Red Bull Racing mit 199 Punkten vor Mercedes und mit 202 Punkten vor Aston Martin.
Pirelli brachte erstmals die neue Reifenkonstruktion mit an die Strecke. Die Reifenmischung an diesem Rennen waren C1 Hard (weiß), C2 Medium (gelb) und C3 Soft (rot) sowie Cinturato Intermediates (grün) und Cinturato Full-Wets (blau) für nasse Bedingungen zur Verfügung.
McLaren feierte bei diesem Grand Prix sein 60-jähriges Bestehen und trat beim Heimrennen mit einer Speziallackierung an. Aston Martin feierte eine neue Partnerschaft mit dem Schmierstofflieferanten Valvoline und trat ebenfalls mit einer Sonderlackierung an. Auch Williams trat anlässlich seines 800. Grand Prix mit einer Sonderlackierung an.
Während des gesamten Rennwochenendes fanden erstmals Dreharbeiten für den Formel-1-Film F1 mit Brad Pitt statt. Pitts Fahrt durch Silverstone in einem Formel-2-Auto wurde in Rennszenen eingefügt, die vom Rennen gefilmt wurden.
Pierre Gasly (acht), George Russell (sechs), Yuki Tsunoda, Lance Stroll (jeweils fünf), Lando Norris, Nico Hülkenberg, Alexander Albon, Zhou Guanyu (jeweils drei), Verstappen, Pérez, Carlos Sainz jr., Alonso, Esteban Ocon, Nyck de Vries (jeweils zwei), Charles Leclerc und Kevin Magnussen (jeweils einer) gingen mit Strafpunkten ins Wochenende.
Mit Lewis Hamilton (achtmal), Alonso (zweimal) und Sainz jr. (einmal) traten drei ehemalige Sieger zu diesem Grand Prix an. Zusätzlich konnte Verstappen 2020 den Großen Preis des 70-jährigen Jubiläums gewinnen, der ebenfalls auf dem Silverstone Circuit stattfand.
Als Rennkommissare für dieses Rennwochenende fungierten Tim Mayer (USA), Felix Holter (DEU), Derek Warwick (GBR) und Nicky Moffitt (GBR).

### Training
Im ersten freien Training war Verstappen mit einer Zeit von 1:28,600 Minuten der Schnellste vor Pérez und Albon im Williams.
Im zweiten freien Training war Verstappen erneut schnellster, dieses Mal vor Sainz jr. und wieder Albon.
Im dritten freien Training konnte sich Leclerc im Ferrari mit einer Zeit von 1:27,419 Minuten die Bestzeit sichern, gefolgt von Albon und Alonso. Albon fuhr somit in allen drei Trainingseinheiten mit dem Williams in die TOP-3.

### Qualifying
Das Qualifying bestand aus drei Teilen mit einer Nettolaufzeit von 45 Minuten. Im ersten Qualifying-Segment (Q1) hatten die Fahrer 18 Minuten Zeit, um sich für das Rennen zu qualifizieren. Alle Fahrer, die im ersten Abschnitt eine Zeit erzielten, die maximal 107 Prozent der schnellsten Rundenzeit betrug, qualifizierten sich für den Grand Prix. Die besten 15 Fahrer erreichten den nächsten Qualifikationsabschnitt. Norris war Schnellster. Magnussen, de Vries, Zhou, Tsunoda und Pérez schieden aus. Pérez erreichte somit zum fünften Mal in Folge nicht den finalen Abschnitt des Qualifyings.
Der zweite Abschnitt (Q2) dauerte 15 Minuten. Die schnellsten zehn Piloten qualifizierten sich für den dritten Teil des Qualifyings. Verstappen war Schnellster. Bottas, Logan Sargeant, Ocon, Stroll und Hülkenberg schieden aus.
Der letzte Abschnitt (Q3) ging über eine Zeit von zwölf Minuten, in denen die ersten zehn Startpositionen vergeben wurden. Verstappen sicherte sich mit einer Zeit von 1:26,720 Minuten die Pole-Position vor den beiden McLaren-Piloten Norris und Oscar Piastri.
Im Anschluss an das Qualifying wurde bei Bottas festgestellt, dass der nach seiner schnellen Runde im zweiten Abschnitt bei der Benzinentnahme zu wenig Benzin im Tank hatte und nachträglich disqualifiziert. Am Rennen durfte er allerdings teilnehmen.

### Rennen
Nachdem es das ganze Wochenende über immer mal wieder regnete, fand das Rennen unter trockenen Bedingungen statt.
Am Start konnte Norris an Verstappen vorbeiziehen und führte erstmals seit dem Großen Preis von Russland 2021 wieder ein Rennen an. Dahinter verlor Hamilton einen Platz an Alonso, während Russell an Sainz jr. vorbei kam. Am Ende des ersten Runde führte Norris vor Verstappen, Piastri, Leclerc, Russell, Sainz jr., Alonso und Hamilton. In der fünften Runde konnte Verstappen dann Norris überholen und die Führung, die bis zum Ende des Rennens hielt, übernehmen. In der 7. Runde kam Hamilton dann Alonso vorbei auf den siebten Platz und lag nun hinter seinem Teamkollegen Russell. In der 8. Runde berührten sich Hülkenberg und Pérez, wobei sich Hülkenberg seinen Frontflügel beschädigte und er zur Reparatur an die Box musste.
Ocon musste in der 9. Runde aufgrund eines technischen Problemes an seinem Fahrzeug in der Box aufgeben, was ihn zum ersten Ausfall des Rennens machte. Währenddessen konnte Norris an Verstappen dranbleiben und auch Piastri konnte folgen, allerdings reichte es nie zu einem Angriff aus. Dahinter bildete sich bereits eine Lücke auf Leclerc, welcher von Russell und Sainz jr. verfolgt wurde. Nachdem Sainz jr., Leclerc, Russell und Piastri an der Box waren, kam es in der 32. Runde zum virtuellen Safety-Car, da Magnussen seinen Haas mit einem Motorschaden abstellen musste. Verstappen, Norris, Hamilton und Alonso absolvierten umgehend ihren einzigen Boxenstopp und profitierten so vom VSC, da alle anderen Fahrer auf der Strecke mit angepasster Geschwindigkeit unterwegs waren. Eine Runde später kam dann das richtige Safety-Car auf die Strecke. Die Reihenfolge der ersten Fünf lautete nun Verstappen auf Soft, Norris auf Hard, Hamilton auf Soft, Piastri auf Hard und Russell auf Mediums.
Am Ende der 38. Runde wurde die Safety-Car-Phase beendet und das Rennen wieder freigegeben. Verstappen konnte sich vor Norris behaupten, welcher sich erfolgreich gegen Hamilton wehren konnte. Trotz DRS und den vermeintlich schnelleren Reifen kam Hamilton nicht an Norris vorbei.
In der 46. Runde rammte Stroll Gasly von der Strecke und erhielt hierfür eine Fünf-Sekunden-Zeitstrafe. Gasly musste das Rennen aufgrund der Beschädigungen an seinem Alpine anschließend beenden.
Schlussendlich gewann Verstappen vor Norris und Hamilton das Rennen. Für Verstappen war es der 43. Sieg in der Formel-1-Weltmeisterschaft während Norris sein sechstes Podium feiern konnte. Die restlichen Punkteplatzierungen belegten Piastri mit seiner bisher besten Rennplatzierungen, Russell, Pérez, welcher von Platz 15 aus eine Aufholjagd startete, Alonso, Albon, Leclerc und Sainz jr. Verstappen sicherte sich zudem mit 1:30,275 Minuten die schnellste Runde und bekam so noch den Extrapunkt.
Sowohl in der Fahrer- als auch in der Konstrukteurswertung blieben die ersten drei Positionen unverändert.

## Meldeliste
| Team                                  | Nr. | Fahrer           | Chassis                           | Motor                             | Reifen |
| ------------------------------------- | --- | ---------------- | --------------------------------- | --------------------------------- | ------ |
| Oracle Red Bull Racing                | 01  | Max Verstappen   | Red Bull Racing RB19              | Honda RBPTH001                    | P      |
| Oracle Red Bull Racing                | 11  | Sergio Pérez     | Red Bull Racing RB19              | Honda RBPTH001                    | P      |
| Scuderia Ferrari                      | 16  | Charles Leclerc  | Ferrari SF-23                     | Ferrari 066/10                    | P      |
| Scuderia Ferrari                      | 55  | Carlos Sainz jr. | Ferrari SF-23                     | Ferrari 066/10                    | P      |
| Mercedes-AMG Petronas F1 Team         | 63  | George Russell   | Mercedes-AMG F1 W14 E Performance | Mercedes-AMG F1 M14 E Performance | P      |
| Mercedes-AMG Petronas F1 Team         | 44  | Lewis Hamilton   | Mercedes-AMG F1 W14 E Performance | Mercedes-AMG F1 M14 E Performance | P      |
| BWT Alpine F1 Team                    | 31  | Esteban Ocon     | Alpine A523                       | Renault E-Tech RE23               | P      |
| BWT Alpine F1 Team                    | 10  | Pierre Gasly     | Alpine A523                       | Renault E-Tech RE23               | P      |
| McLaren F1 Team                       | 81  | Oscar Piastri    | McLaren MCL60                     | Mercedes-AMG F1 M14 E Performance | P      |
| McLaren F1 Team                       | 04  | Lando Norris     | McLaren MCL60                     | Mercedes-AMG F1 M14 E Performance | P      |
| Alfa Romeo F1 Team Stake              | 77  | Valtteri Bottas  | Alfa Romeo C43                    | Ferrari 066/10                    | P      |
| Alfa Romeo F1 Team Stake              | 24  | Zhou Guanyu      | Alfa Romeo C43                    | Ferrari 066/10                    | P      |
| Aston Martin Aramco Cognizant F1 Team | 18  | Lance Stroll     | Aston Martin AMR23                | Mercedes-AMG F1 M14 E Performance | P      |
| Aston Martin Aramco Cognizant F1 Team | 14  | Fernando Alonso  | Aston Martin AMR23                | Mercedes-AMG F1 M14 E Performance | P      |
| MoneyGram Haas F1 Team                | 20  | Kevin Magnussen  | Haas VF-23                        | Ferrari 066/10                    | P      |
| MoneyGram Haas F1 Team                | 27  | Nico Hülkenberg  | Haas VF-23                        | Ferrari 066/10                    | P      |
| Scuderia AlphaTauri                   | 21  | Nyck de Vries    | AlphaTauri AT04                   | Honda RBPTH001                    | P      |
| Scuderia AlphaTauri                   | 22  | Yuki Tsunoda     | AlphaTauri AT04                   | Honda RBPTH001                    | P      |
| Williams Racing                       | 23  | Alexander Albon  | Williams FW45                     | Mercedes-AMG F1 M14 E Performance | P      |
| Williams Racing                       | 02  | Logan Sargeant   | Williams FW45                     | Mercedes-AMG F1 M14 E Performance | P      |

## Klassifikationen

### Qualifying
| Pos.                                                                      | Fahrer           | Konstrukteur                 | Q1       | Q2         | Q3       | Start |
| ------------------------------------------------------------------------- | ---------------- | ---------------------------- | -------- | ---------- | -------- | ----- |
| 01                                                                        | Max Verstappen   | Red Bull Racing-Honda RBPT   | 1:29,428 | 1:27,702   | 1:26,720 | 01    |
| 02                                                                        | Lando Norris     | McLaren-Mercedes             | 1:28,917 | 1:28,042   | 1:26,961 | 02    |
| 03                                                                        | Oscar Piastri    | McLaren-Mercedes             | 1:29,874 | 1:27,845   | 1:27,092 | 03    |
| 04                                                                        | Charles Leclerc  | Ferrari                      | 1:29,143 | 1:28,361   | 1:27,136 | 04    |
| 05                                                                        | Carlos Sainz jr. | Ferrari                      | 1:29,865 | 1:28,265   | 1:27,148 | 05    |
| 06                                                                        | George Russell   | Mercedes                     | 1:29,412 | 1:28,782   | 1:27,155 | 06    |
| 07                                                                        | Lewis Hamilton   | Mercedes                     | 1:29,415 | 1:28,545   | 1:27,211 | 07    |
| 08                                                                        | Alexander Albon  | Williams-Mercedes            | 1:29,466 | 1:28,067   | 1:27,530 | 08    |
| 09                                                                        | Fernando Alonso  | Aston Martin Aramco-Mercedes | 1:29,949 | 1:28,368   | 1:27,659 | 09    |
| 10                                                                        | Pierre Gasly     | Alpine-Renault               | 1:29,533 | 1:28,751   | 1:27,689 | 10    |
| 11                                                                        | Nico Hülkenberg  | Haas-Ferrari                 | 1:29,603 | 1:28,896   | –        | 11    |
| 12                                                                        | Lance Stroll     | Aston Martin Aramco-Mercedes | 1:29,448 | 1:28,935   | –        | 12    |
| 13                                                                        | Esteban Ocon     | Alpine-Renault               | 1:29,700 | 1:28,956   | –        | 13    |
| 14                                                                        | Logan Sargeant   | Williams-Mercedes            | 1:29,873 | 1:29,031   | –        | 14    |
| 16                                                                        | Sergio Pérez     | Red Bull Racing-Honda RBPT   | 1:29,968 | –          | –        | 15    |
| 17                                                                        | Yuki Tsunoda     | AlphaTauri-Honda RBPT        | 1:30,025 | –          | –        | 16    |
| 18                                                                        | Zhou Guanyu      | Alfa Romeo-Ferrari           | 1:30,123 | –          | –        | 17    |
| 19                                                                        | Nyck de Vries    | AlphaTauri-Honda RBPT        | 1:30,513 | –          | –        | 18    |
| 20                                                                        | Kevin Magnussen  | Haas-Ferrari                 | 1:32,378 | –          | –        | 19    |
| 107-Prozent-Zeit: 1:35,141 min (bezogen auf Q1-Bestzeit von 1:26,720 min) |                  |                              |          |            |          |       |
| DSQ                                                                       | Valtteri Bottas  | Alfa Romeo-Ferrari           | 1:29,798 | keine Zeit | –        | 20    |

Anmerkungen
1. ↑  Bottas´ Rundenzeiten wurden nachträglich gestrichen und er wurde disqualifiziert. Am Rennen durfte er allerdings teilnehmen.

### Rennen
| Pos.                                                             | Fahrer           | Konstrukteur                 | Runden | Stopps | Zeit        | Start | Schnellste Runde |
| ---------------------------------------------------------------- | ---------------- | ---------------------------- | ------ | ------ | ----------- | ----- | ---------------- |
| 01                                                               | Max Verstappen   | Red Bull Racing-Honda RBPT   | 52     | 1      | 1:25:16,938 | 01    | 1:30,275 (42.)   |
| 02                                                               | Lando Norris     | McLaren-Mercedes             | 52     | 1      | + 3,798     | 02    | 1:30,543 (43.)   |
| 03                                                               | Lewis Hamilton   | Mercedes                     | 52     | 1      | + 6,783     | 07    | 1:30,545 (43.)   |
| 04                                                               | Oscar Piastri    | McLaren-Mercedes             | 52     | 1      | + 7,776     | 03    | 1:30,850 (41.)   |
| 05                                                               | George Russell   | Mercedes                     | 52     | 1      | + 11,206    | 06    | 1:31,124 (41.)   |
| 06                                                               | Sergio Pérez     | Red Bull Racing-Honda RBPT   | 52     | 1      | + 12,882    | 15    | 1:30,914 (51.)   |
| 07                                                               | Fernando Alonso  | Aston Martin Aramco-Mercedes | 52     | 1      | + 17,193    | 09    | 1:31,338 (48.)   |
| 08                                                               | Alexander Albon  | Williams-Mercedes            | 52     | 1      | + 17,878    | 08    | 1:31,273 (41.)   |
| 09                                                               | Charles Leclerc  | Ferrari                      | 52     | 2      | + 18,689    | 04    | 1:31,255 (48.)   |
| 10                                                               | Carlos Sainz jr. | Ferrari                      | 52     | 1      | + 19,448    | 05    | 1:31,366 (51.)   |
| 11                                                               | Logan Sargeant   | Williams-Mercedes            | 52     | 1      | + 23,632    | 14    | 1:31,699 (42.)   |
| 12                                                               | Valtteri Bottas  | Alfa Romeo-Ferrari           | 52     | 1      | + 25,830    | 20    | 1:31,852 (52.)   |
| 13                                                               | Nico Hülkenberg  | Haas-Ferrari                 | 52     | 2      | + 26,663    | 11    | 1:31,776 (52.)   |
| 14                                                               | Lance Stroll     | Aston Martin Aramco-Mercedes | 52     | 1      | + 27,483    | 12    | 1:31,508 (42.)   |
| 15                                                               | Zhou Guanyu      | Alfa Romeo-Ferrari           | 52     | 3      | + 29,820    | 17    | 1:31,769 (48.)   |
| 16                                                               | Yuki Tsunoda     | AlphaTauri-Honda RBPT        | 52     | 2      | + 31,225    | 16    | 1:23,084 (48.)   |
| 17                                                               | Nyck de Vries    | AlphaTauri-Honda RBPT        | 52     | 2      | + 33,128    | 18    | 1:32,353 (48.)   |
| –                                                                | Pierre Gasly     | Alpine-Renault               | 46     | 1      | DNF         | 10    | 1:31,539 (42.)   |
| –                                                                | Kevin Magnussen  | Haas-Ferrari                 | 31     | 0      | DNF         | 19    | 1:33,356 (29.)   |
| –                                                                | Esteban Ocon     | Alpine-Renault               | 9      | 0      | DNF         | 13    | 1:33,941 (04.)   |
| Fahrer des Tages: Lando Norris (45,50 % der abgegebenen Stimmen) |                  |                              |        |        |             |       |                  |

Anmerkungen
1. ↑  Stroll erhielt eine Fünf-Sekunden-Strafe für eine Kollision mit Gasly. Er rutschte dadurch von Platz 11 auf Platz 14.

## WM-Stände nach dem Rennen
Die ersten zehn des Rennens bekamen 25, 18, 15, 12, 10, 8, 6, 4, 2 bzw. 1 Punkt(e). Zusätzlich wurde ein Punkt für die schnellste Rennrunde vergeben, wenn der betreffende Fahrer unter den ersten zehn ins Ziel kam.

### Fahrerwertung
| Pos. | Fahrer           | Konstrukteur                 | Punkte |
| ---- | ---------------- | ---------------------------- | ------ |
| 01   | Max Verstappen   | Red Bull Racing-Honda RBPT   | 255    |
| 02   | Sergio Pérez     | Red Bull Racing-Honda RBPT   | 156    |
| 03   | Fernando Alonso  | Aston Martin Aramco-Mercedes | 137    |
| 04   | Lewis Hamilton   | Mercedes                     | 121    |
| 05   | Carlos Sainz jr. | Ferrari                      | 83     |
| 06   | George Russell   | Mercedes                     | 82     |
| 07   | Charles Leclerc  | Ferrari                      | 74     |
| 08   | Lance Stroll     | Aston Martin Aramco-Mercedes | 44     |
| 09   | Lando Norris     | McLaren-Mercedes             | 42     |
| 10   | Esteban Ocon     | Alpine-Renault               | 31     |

| Pos. | Fahrer          | Konstrukteur          | Punkte |
| ---- | --------------- | --------------------- | ------ |
| 11   | Oscar Piastri   | McLaren-Mercedes      | 17     |
| 12   | Pierre Gasly    | Alpine-Renault        | 16     |
| 13   | Alexander Albon | Williams-Mercedes     | 11     |
| 14   | Nico Hülkenberg | Haas-Ferrari          | 9      |
| 15   | Valtteri Bottas | Alfa Romeo-Ferrari    | 5      |
| 16   | Zhou Guanyu     | Alfa Romeo-Ferrari    | 4      |
| 17   | Yuki Tsunoda    | AlphaTauri-Honda RBPT | 2      |
| 18   | Kevin Magnussen | Haas-Ferrari          | 2      |
| 19   | Logan Sargeant  | Williams-Mercedes     | 0      |
| 20   | Nyck de Vries   | AlphaTauri-Honda RBPT | 0      |

### Konstrukteurswertung
| Pos. | Konstrukteur                 | Punkte |
| ---- | ---------------------------- | ------ |
| 01   | Red Bull Racing-Honda RBPT   | 411    |
| 02   | Mercedes                     | 203    |
| 03   | Aston Martin Aramco-Mercedes | 181    |
| 04   | Ferrari                      | 157    |
| 05   | McLaren-Mercedes             | 59     |

| Pos. | Konstrukteur          | Punkte |
| ---- | --------------------- | ------ |
| 06   | Alpine-Renault        | 47     |
| 07   | Williams-Mercedes     | 11     |
| 08   | Haas-Ferrari          | 11     |
| 09   | Alfa Romeo-Ferrari    | 9      |
| 10   | AlphaTauri-Honda RBPT | 2      |